# Göhren (Rúgia)
Göhren é um município da Alemanha localizado no distrito de Pomerânia Ocidental-Rúgia, estado de Meclemburgo-Pomerânia Ocidental.
Pertence ao Amt de Mönchgut-Granitz.